# Maintenant, on l'appelle Plata
Pour plus de détails, voir Fiche technique et Distribution.
Maintenant, on l'appelle Plata (...più forte ragazzi!) est un film italien réalisé par Giuseppe Colizzi, sorti en 1972.

## Synopsis
Plata et Salud pratiquent l'arnaque à l'assurance en simulant des crashes d'avion en Amazonie colombienne. Afin de récupérer ces primes d'assurance, Naso, un petit escroc à la semaine, fait disparaître dans la forêt amazonienne des avions qui ne sont pas vraiment en état de marche. Les deux aventuriers, Plata et Salud, sont engagés pour récupérer les épaves. Après que leur avion se fut réellement écrasé, ils tombent sur un monde où des bandits règnent en maîtres sur une communauté de chercheurs de diamants exploités par M. Oreille (Reinhard Kolldehoff)...

## Fiche technique
Source principale de la fiche technique :
- Titre : Maintenant, on l'appelle Plata
- Titre original : ...più forte ragazzi!
- Réalisation : Giuseppe Colizzi
- Scénario : Barbara Alberti, Giuseppe Colizzi et Amedeo Pagani
- Musique : Guido et Maurizio De Angelis
- Décors : Piero Poletto
- Costumes : Piero Poletto
- Photographie : Marcello Masciocchi
- Son : Franco Groppioni
- Montage : Antonio Siciliano
- Production : Italo Zingarelli
  - Production déléguée : Roberto Palaggi
- Société de production : Delta et Tiger Film
- Distribution :
  -  États-Unis : AVCO Embassy Pictures
  -  Canada : Astral Films
  -  France :
- Budget :
- Pays :  Italie
- Format : Couleur (Technicolor) - Son : Monophonique - 2,35:1 - Format 35 mm
- Genre : Action, aventure et comédie
- Durée : 122 minutes
- Dates de sortie :
  -  Italie : 22 décembre 1972
  -  France : 15 juin 1973 (Paris)

## Distribution
Source principale de la distribution :
- Terence Hill (VF : Michel Le Royer) : Plata
- Bud Spencer (VF : Claude Bertrand) : Salud
- Cyril Cusack (VF : Edmond Bernard) : Matto
- Reinhard Kolldehoff (VF : Jacques Berthier) : M. Ears (M. Oreille en VF)
- Riccardo Pizzuti (VF : Gérard Dessalles) : Naso
- Ferdinando Murolo (VF : Henry Djanik) : le prospecteur boiteux
- Marcello Verziera : Puncher
- Sergio Bruzzichini (VF : Michel Bardinet) : un homme de main de M. Oreille
- Alexander Allerson : frère de Salud
- Antoine Saint-John (VF : Jean-Louis Maury) : Daveira, l'un des hommes du gang de M. Oreille
- Carlos Munoz (VF : Yves Barsacq) : Auguste
- Raffaele Mottola : l'homme à la moustache surveillant la piste aérienne
- Franco Ukmar : un des bagarreur au snack-bar

## Distinctions
Source principale des distinctions :

### Récompenses
- 1973 : Goldene Leinwand ( Allemagne)
- 1973 : Silver Ribbon au Italian National Syndicate of Film Journalists, catégorie Meilleur film

## Box-office
- Le film sort à Paris dans 8 salles, et démarre avec 18 213 entrées[4]. En deuxième semaine, les entrées augmentent à 20 520[5].

## Anecdotes
- Le film est sorti en France sous le titre Maintenant, on l'appelle Plata (le titre original, ... più forte ragazzi! signifie ... plus fort les gars !) en raison du fait qu'il fût exploité dans la veine du succès des Trinita, bien qu'il n'ait aucun lien avec ceux-ci.
- Bud Spencer considérait ce film comme son préféré de son duo avec Terence Hill.
- Il s'agît du premier film contemporain du duo Hill-Spencer après cinq westerns et un film de pirate (Le Corsaire noir). C'est également un des rares où l'on voit les deux acteurs se battre ensemble (les autres étant Dieu pardonne... moi pas ! et Pair et impair).